# Micropoecila cincta
Micropoecila cincta är en skalbaggsart som beskrevs av Hippolyte Louis Gory och Achille Rémy Percheron 1833. Micropoecila cincta ingår i släktet Micropoecila och familjen Cetoniidae. Inga underarter finns listade i Catalogue of Life.